# Echinolampas depressa
Echinolampas depressa är en sjöborreart. Echinolampas depressa ingår i släktet Echinolampas och familjen Echinolampadidae. Inga underarter finns listade i Catalogue of Life.